# Idephrynus scaber
Idephrynus scaber là một loài bọ cánh cứng trong họ Cerambycidae.